# ماکسیمیلیان پومر
ماکسیمیلیان پومر (انگلیسی: Maximilian Pommer؛ زادهٔ ۱۸ اوت ۱۹۹۷) بازیکن فوتبال اهل آلمان است.
از باشگاه‌هایی که در آن بازی کرده‌است می‌توان به باشگاه فوتبال نورنبرگ اشاره کرد.